# Dieter Rams

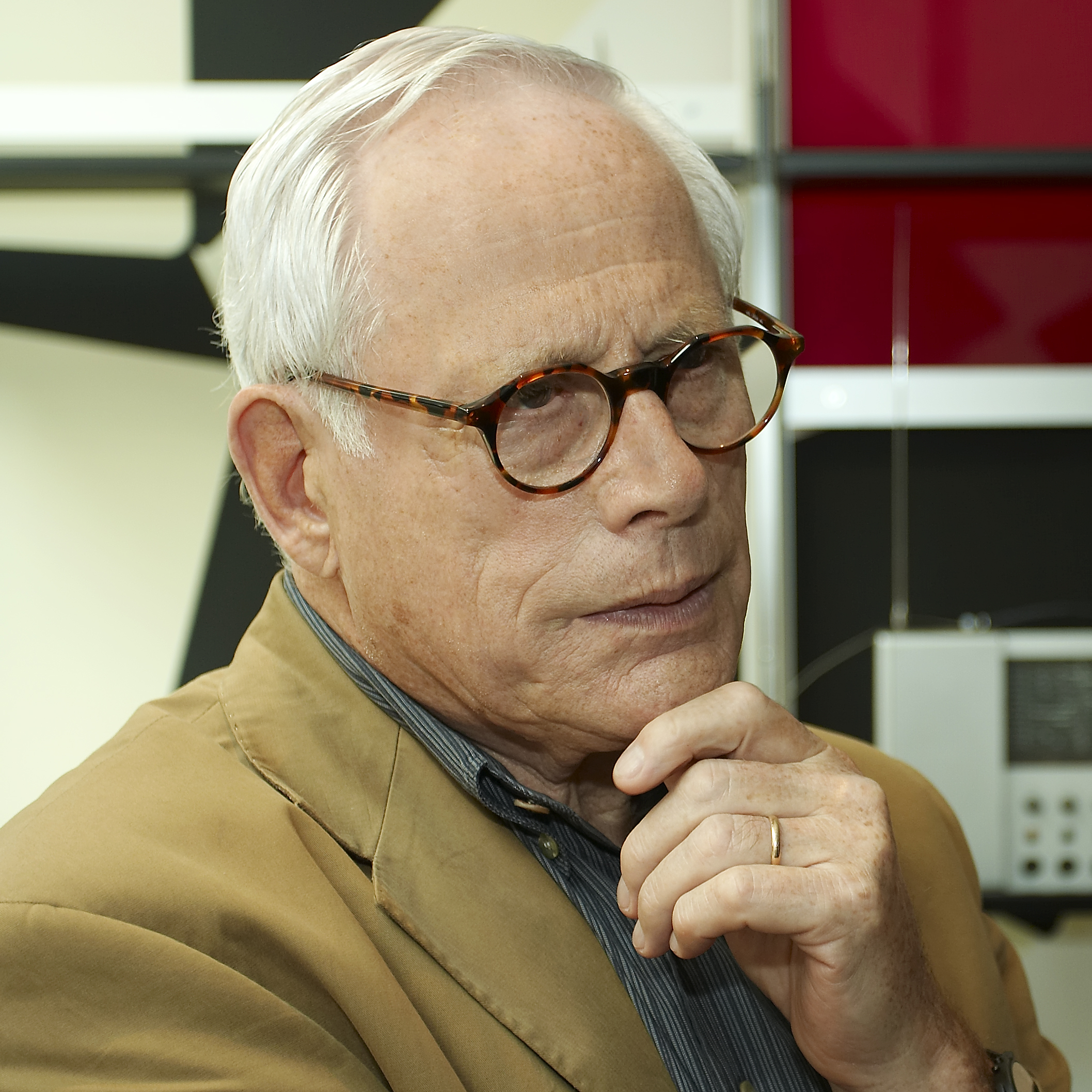
Dieter Rams (2010)

Dieter Rams (* 20. Mai 1932 in Wiesbaden) ist ein deutscher Industriedesigner der Moderne. Ziel seiner Entwürfe ist die Klarheit der Form, Materialgerechtigkeit und einfache Bedienbarkeit. Er steht gestalterisch der Hochschule für Gestaltung Ulm nahe.

## Leben und Wirken
Rams studierte von 1947 bis 1953 Architektur und Innenarchitektur an der Werkkunstschule Wiesbaden, unterbrochen von einer Ausbildung zum Tischler. Von 1953 bis 1955 arbeitete Rams unter anderem im Architekturbüro von Otto Apel. Ab 1955 war Rams für den Elektrogeräte-Hersteller Braun tätig, zuerst als Architekt und Innenarchitekt, von 1961 bis 1995 als Leiter der Formgebung.
Einer der ersten Entwürfe für Braun war 1956, gemeinsam mit Hans Gugelot, die Radio-Plattenspieler-Kombination SK 4 („Schneewittchensarg“). Das radikal reduzierte Design aus einem weiß lackiertem Blechkorpus mit einer Abdeckhaube aus Acrylglas und Wangen aus hellem Holz wurde zum Klassiker und Vorbild für spätere Plattenspieler. Rams und sein Designteam mit unter anderem Gerd Alfred Müller, Reinhold Weiss, Dietrich Lubs, Roland Ullmann und Florian Seiffert prägten in den Folgejahren bis in die 1990er Jahre das typische klare Erscheinungsbild der Produkte des Braun-Konzerns. Viele der entstandenen Produkte gelten mittlerweile als Designklassiker wie der Weltempfänger T 1000, der elektrostatische Lautsprecher LE1, die Hi-Fi-Komponenten Regie und Atelier, die Taschen- bzw. Tischfeuerzeuge Linear und cylindric oder der Taschenrechner ET 66, den er zusammen mit Dietrich Lubs entwarf. Zusammen mit Jürgen Greubel entwarf er 1972 die Zitruspresse MPZ 21.

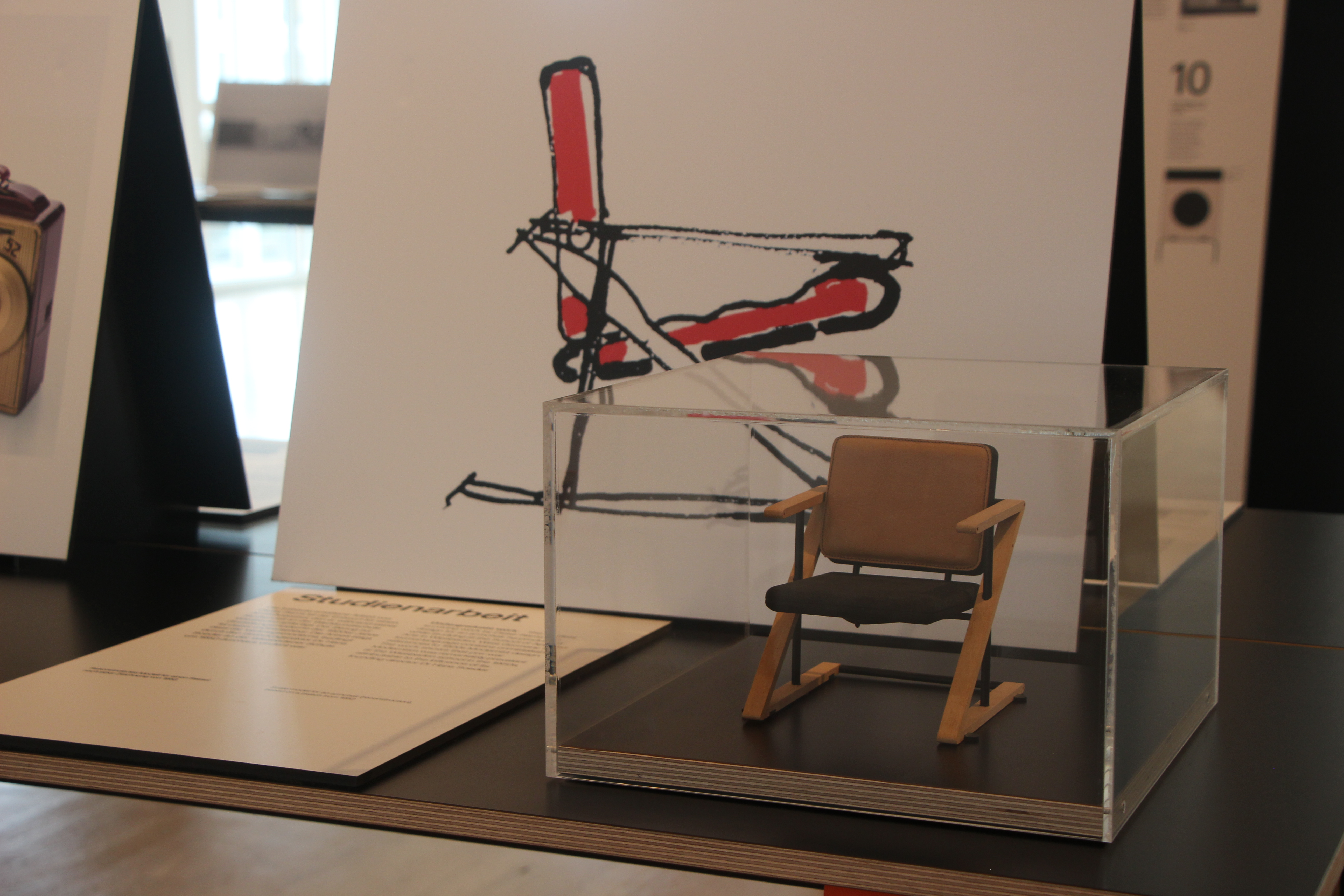
Modell des Armstuhls aus Rams’ Studienarbeit 1952, Museum Angewandte Kunst, Frankfurt
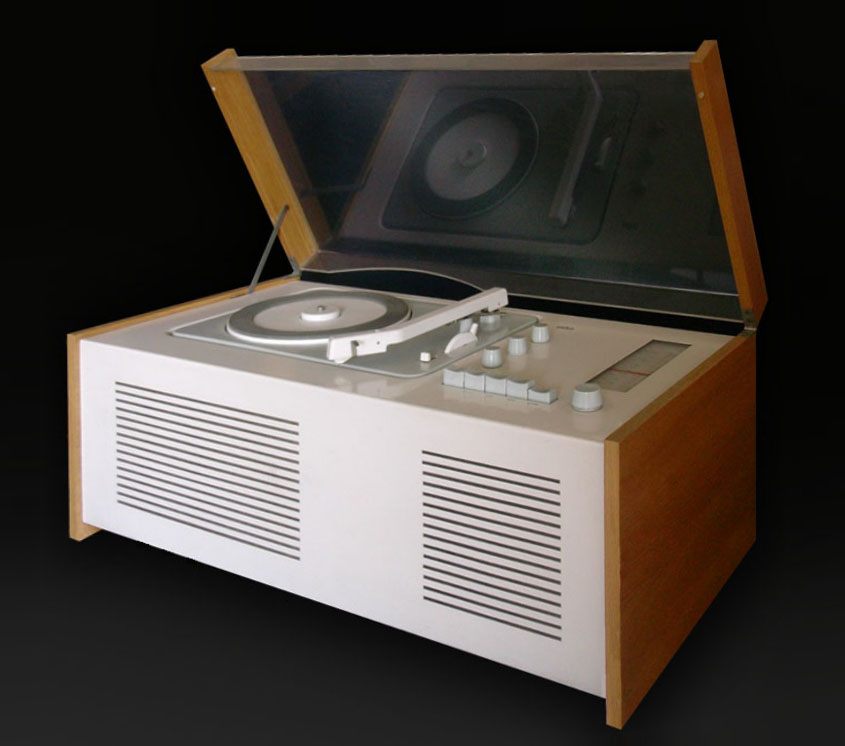
SK 61
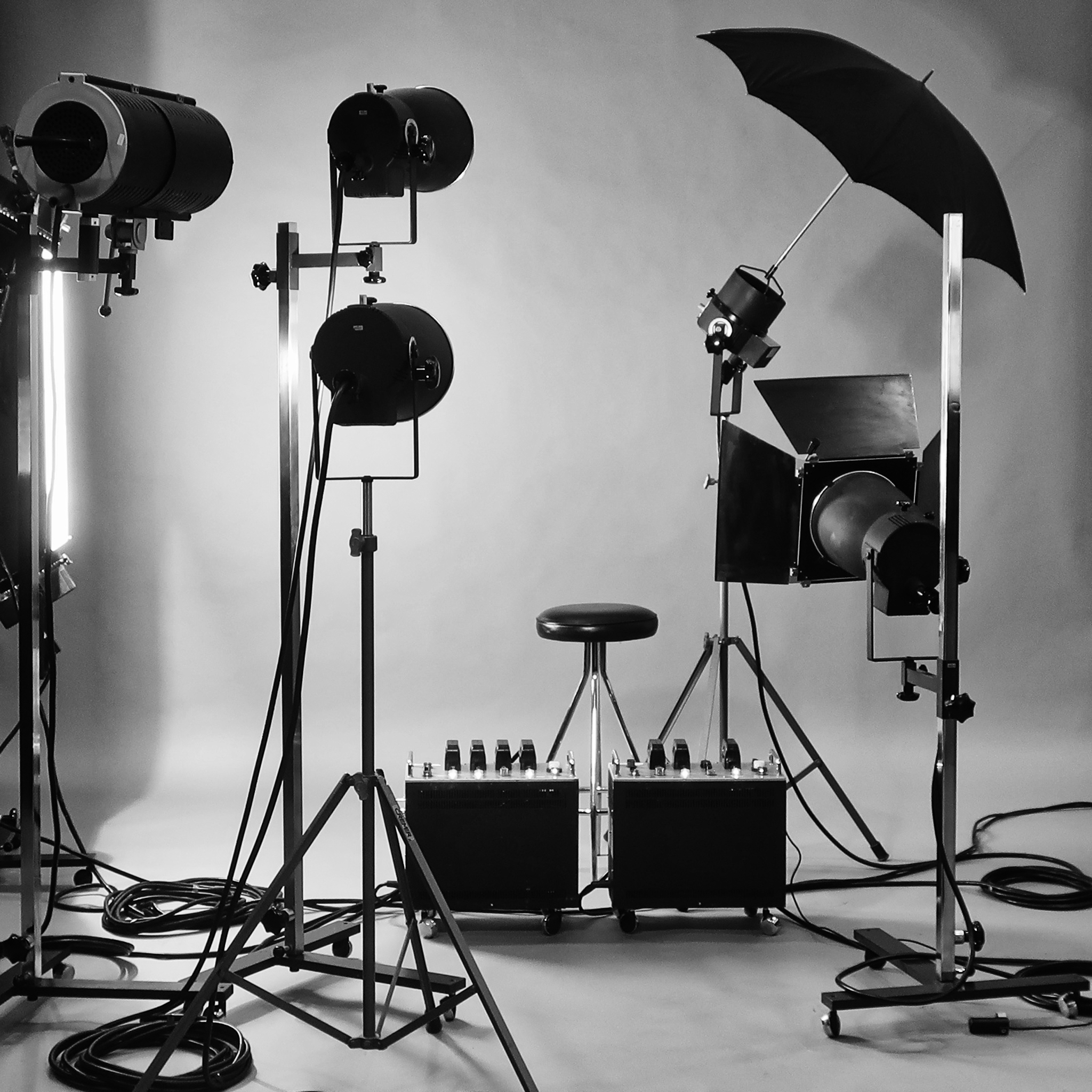
Studioblitz-Anlage F 1000, Dieter Rams 1966
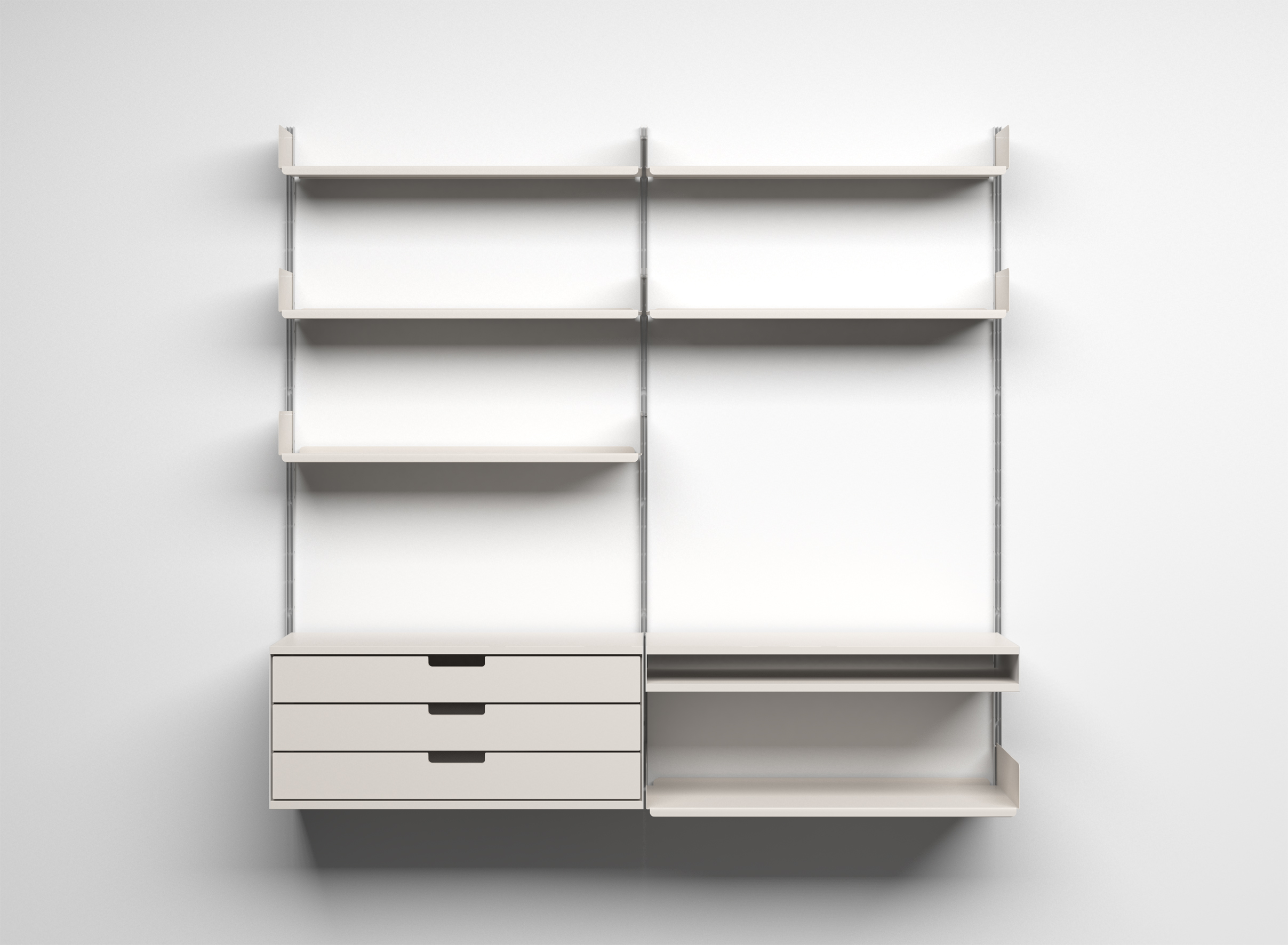
Regalsystem 606, 1960
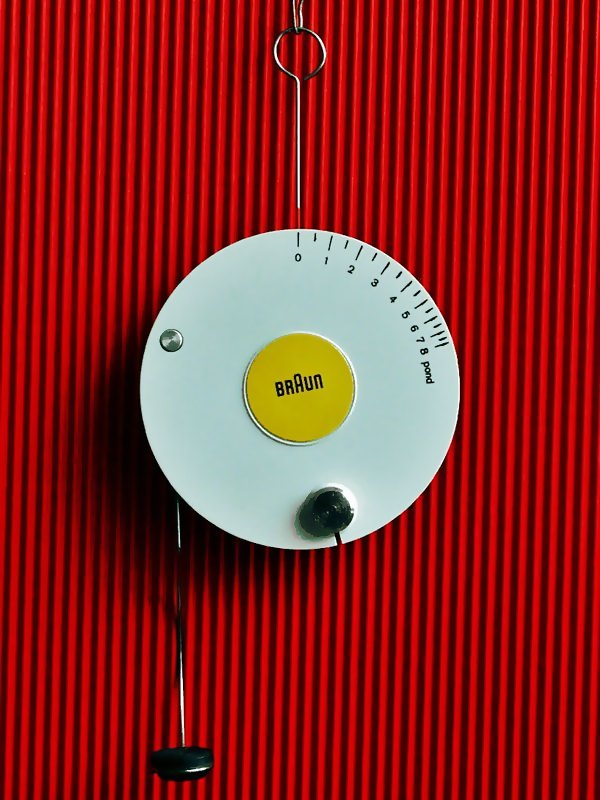
Tonarmwaage, 1962
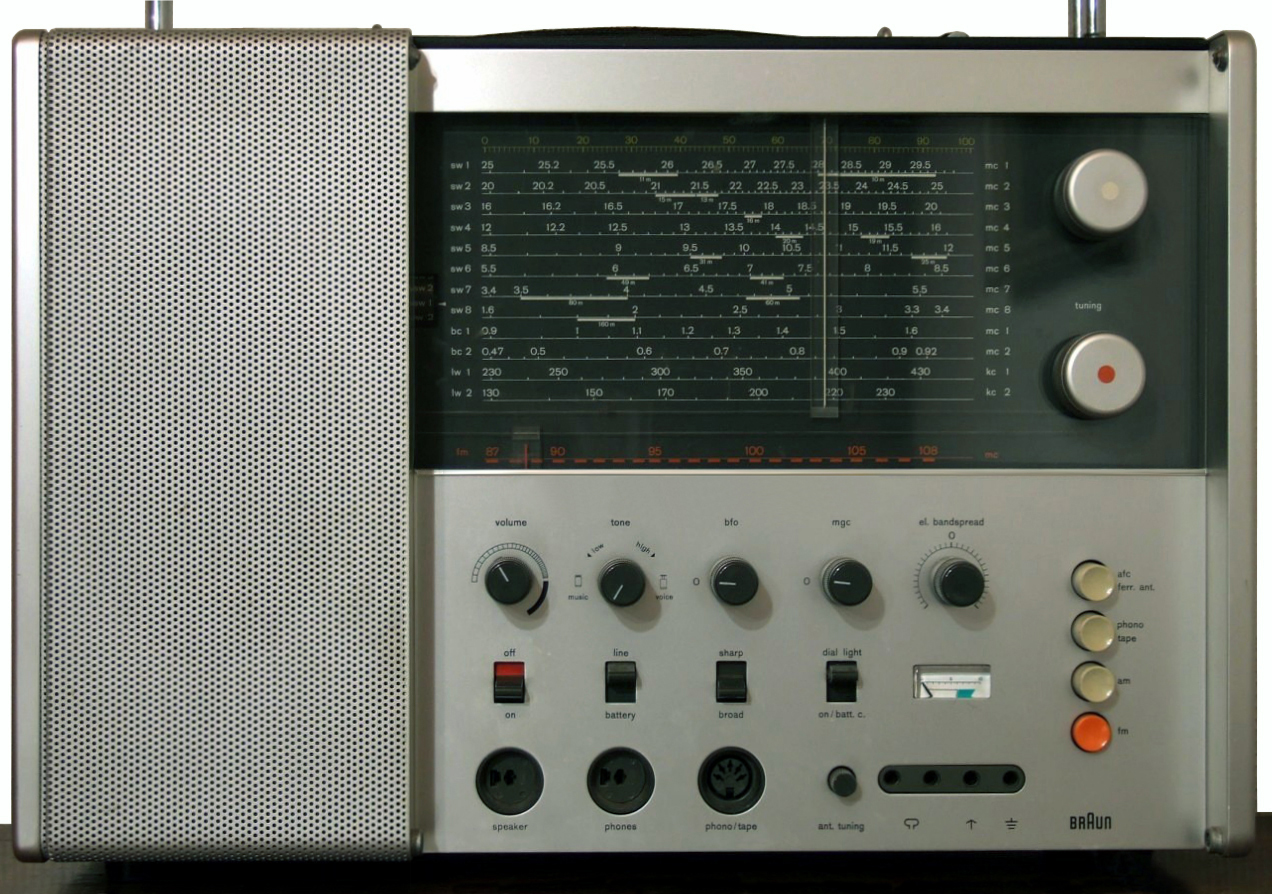
T 1000, 1963 T 1000 CD, 1968
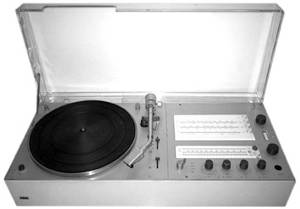
audio 310, 1971
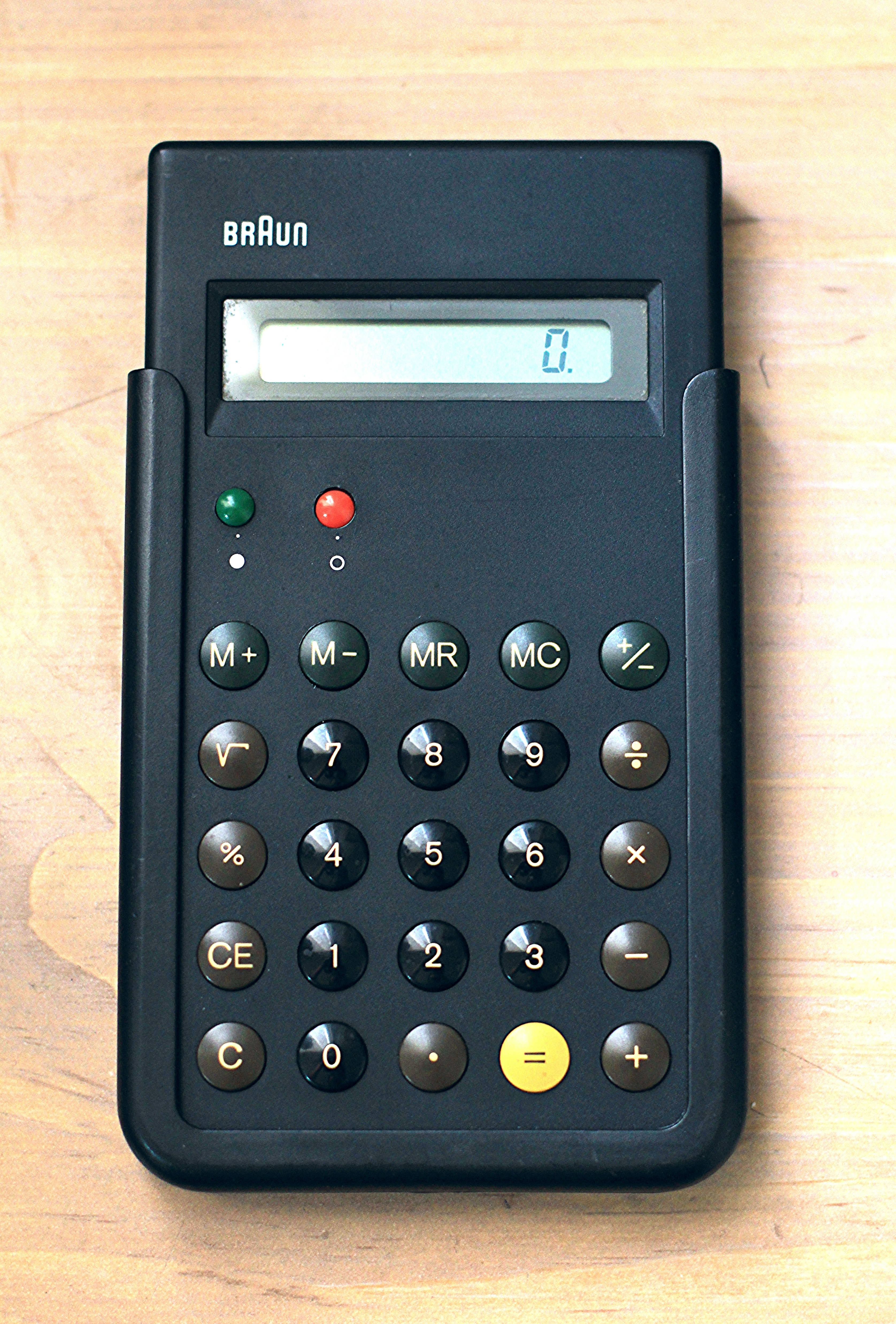
ET 66, 1987

Ab 1957 arbeitete Dieter Rams auch als Möbeldesigner für die Firma Otto Zapf, die kurz darauf in „Vitsoe + Zapf“, 1969 in Vitsoe umbenannt wurde. Unter den mehrfach ausgezeichneten Möbeln gehören das Regalsystem 606 (1960) und das Sesselprogramm 620 (1962) zu den bekanntesten. Letztere sind heute als Reeditionen wieder im Handel erhältlich, wie auch der Beistelltisch 621. Von äußerster Konsequenz in Sachen Schlichtheit und Nutzbarkeit zeugt der Schreibtisch 570 (bzw. 606). Auch das Sitzmöbel-Programm um das Modell 601 der armlosen Sessel auf Metallkufen ist weit verbreitet. Die gewählte Produktbezeichnung benennt mit den ersten beiden Ziffern stets das Entstehungsjahr der ersten Ausführung. Neuere Entwürfe sind das Garderobenprogramm 030 (2003) und das Satztischprogramm 010 (2001).
Ab Dezember 1967 bis zu ihrem Tod war er mit der Fotografin Ingeborg Rams, geborene Kracht (* 1931; † 7. Mai 2022) verheiratet, welche von 1957 bis 1963 in der sachlichen Werbefotografie der Firma Braun arbeitete.
Für den Hersteller FSB entwarf Rams im Jahr 1986 die RGS-Serie, eine Auswahl von Türdrückern, Fenstergriffen usw., mit zeitgemäßer Anmutung unter besonderer Berücksichtigung des Greifens.
Von 1981 bis zur Emeritierung im Jahr 1997 lehrte Dieter Rams als Professor für Industriedesign an der Hochschule für bildende Künste Hamburg. Von 1987 bis 1997 war er Präsident des Rates für Formgebung. 1989 entwarf er mit Jürgen Greubel den Gillette-Nassrasierer Sensor. Seit 2003 ist Rams Berater der Design-Zeitschrift Form.
Heute finden sich zum Beispiel in den Produkten von Apple Zitate seiner Designformen, die Rams als „Kompliment“ ansieht. So weist das Transistorradio T3 von Braun aus dem Jahr 1958 Ähnlichkeiten mit dem ersten iPod von Apple aus dem Jahr 2001 auf. Nach Aussage von Klaus Klemp, Vorstand der Dieter und Ingeborg Rams Stiftung und Kurator des Rams-Raums im Museum Angewandte Kunst in Frankfurt, habe Apple-Gründer Steve Jobs Braun-Produkte gesammelt. Apple-Chefdesigner Jonathan Ive bedankte sich bei Rams für dessen Inspiration.

## Ausstellungen, Beteiligungen, Sonstiges
Im Jahr 1964 wurden Arbeiten von Dieter Rams auf der documenta III in Kassel in der Abteilung Industrial Design gezeigt.
Anfang der 1960er Jahre wirkte Rams an der Vorplanung zur modernen Bungalowsiedlung Roter Hang in Kronberg/Taunus mit und bezog dort 1971 sein eigenes Wohn- und Atelierhaus. Das Gesamtprojekt der Siedlung wurde schließlich bis Anfang der 1970er Jahre vom Königsteiner Architekten Rudolf Kramer und dem Frankfurter Bauträger Polensky und Zöller umgesetzt.
Dieter Rams hatte international zahlreiche Ausstellungen und wurde weltweit geehrt. 1991 verlieh ihm das Royal College of Art in London die Ehrendoktorwürde. Mehrere von ihm entworfene Geräte und Möbel gehören zum Bestand des Museum of Modern Art in New York. Dieter Rams ist TUM Distinguished Affiliated Professor an der Fakultät für Architektur der Technischen Universität München.
Zum 80. Geburtstag wünschte sich Dieter Rams eine Dauerleihgabe wesentlicher Design-Objekte aus der Braun Collection des Herstellers an das Frankfurter Museum für Angewandte Kunst. 243 Exponate, darunter „sämtliche erhaltenen Modelle aus der Rams-Ära“, sollten die Basis für die geplante neue Dauerausstellung des Museums werden. Am 20. Mai 2022 wurde die Dauerausstellung eröffnet. Erstmals werden dabei die wichtigsten Produkte und Entwürfe von Dieter Rams zusammen mit den Fotografien seiner Ehefrau Ingeborg Rams gezeigt.
Zu Apple sagt Rams: „Die Firmen, die Design wirklich ernst nehmen, können Sie an zehn Fingern abzählen. Apple gehört dazu.“ Es ist belegt, dass Steve Jobs die Entwürfe von Dieter Rams besonders schätzte. Jonathan Ive, ehemaliger Chief Design Officer bei Apple, wurde bei seinen Entwürfen für Apple maßgeblich durch Rams’ Arbeiten und Prinzipien beeinflusst.
Mit dem Erstausgabetag 12. Juli 2018 gab die Deutsche Post AG in der Serie Design aus Deutschland ein Postwertzeichen im Nennwert von 3,45 € heraus, das den Weltempfänger T 1000 zeigt. Die Grafik für die Briefmarke entwarfen Sibylle Haase und Fritz Haase aus Bremen.

## Zehn Thesen für gutes Design
Bereits ab Mitte der 1970er Jahre begann Rams seine Ideen zum Design in Regeln zu verdichten, die er im Laufe der Jahre weiterentwickelte und zu Thesen ausformulierte. Rams begreift die Thesen seiner Biografin Lovell zufolge als „nützlich zur Orientierung und zum Verständnis“. Zugleich sagt Rams, „gutes Design befindet sich in ständiger Weiterentwicklung – genau wie Technologie und Kultur.“
- Gutes Design ist innovativ.
- Gutes Design macht ein Produkt brauchbar.
- Gutes Design ist ästhetisch.
- Gutes Design macht ein Produkt verständlich.
- Gutes Design ist unaufdringlich.
- Gutes Design ist ehrlich.
- Gutes Design ist langlebig.
- Gutes Design ist konsequent bis ins letzte Detail.
- Gutes Design ist umweltfreundlich.
- Gutes Design ist so wenig Design wie möglich.

## Auszeichnungen (Auswahl)
- 1965: Berliner Kunstpreis – Bildende Kunst, Förderungspreis (Preis der jungen Generation)
- 1981: Fellow der Royal Society of Arts
- 1989: red dot design award – Design team of the year mit dem Braun-Design-Team
- 1997: Hessischer Verdienstorden
- 2002: Großes Verdienstkreuz der Bundesrepublik Deutschland
- 2004: Ehrenmitgliedschaft des Deutschen Designer Clubs[20]
- 2007: Lucky Strike Designer Award
- 2010: Kölner Klopfer, Designpreis der KISD-Studierenden
- 2011: Hessischer Kulturpreis
- 2016: Das von ihm mitentworfene Haus in der Siedlung Roter Hang wird unter Denkmalschutz gestellt[21]

## Ausstellungen
- 1980: Dieter Rams &. Internationales Design Zentrum, Berlin
- 1990: Mehr oder weniger: Braun-Design im Vergleich. Museum für Kunst und Gewerbe Hamburg
- 2001: Dieter Rams Haus. Centro Cultural de Belém, Experimentadesign 2001, Lissabon
- 2003: Dieter Rams Design – Die Faszination des Einfachen. Design Center Bremen
- 2005: Dieter Rams/Less but Better. Kenninji Temple, Kyoto
- 2006: Art of Reason. Moss Gallery, New York
- 2010: Less and More. Das Designethos von Dieter Rams. Museum für Angewandte Kunst Frankfurt (weitere Stationen Osaka, London, Tokio)
- 2016: Modular World. Vitra Design Museum

## Interviews
- Interview mit Rams. In: Die Zeit, 27. März 2008
- Interview mit Dieter Rams zum Einfluss auf das Apple-Design. In: Stern; Im Manager-Magazin; Galerie zum Produktvergleich zwischen Braun und Apple auf Gizmodo.
- Interview mit Dieter Rams zum Einfluss auf das Apple-Design zusammen mit Klaus Klemp bei youtube, 2009
- Interview: Zu Hause bei Dieter Rams, Moderne Regional 2014
- Dieter Rams, Interview in der Süddeutschen Zeitung, SZ.de, 4. November 2016

## Schriften
- mit Roland Ullmann: Gute Form ist nie vollendet. In: Form – Zeitschrift für Gestaltung. 108–109/1984–1985.
- HiFi: Die letzte Edition. Kronberg 1990.
- (Hrsg.): Weniger, aber besser. Less but better. 1994, ISBN 978-3-9803485-1-5.
- Die leise Ordnung der Dinge. Konzeption und Redaktion: Uta Brandes. 1994, ISBN 978-3-88243-167-4.

## Filme
- „Wer ist Mr. Braun?“ – Der Designer Dieter Rams. Buch und Regie: Susanne Mayer-Hagmann. Produktion: WDR 1996, 45 min
- „Rams.“ Regie: Gary Hustwit. Produktion: Jessica Edwards, 2018, 74 min[22]